# 董封水库
董封水库是中国山西省晋城市阳城县境内的一座水库，位于获泽河上，建于1960年。水库正常库容为733万立方米，集雨面积为338平方千米，海拔为780米。